# Arce/Artzi
Arce/Artzi (baskisch Artzi, spanisch Arce oder Valle de Arce) ist eine spanische Gemeinde (municipio) in der Comunidad Foral de Navarra. Sie gehört zur Comarca Pirinioaurrea und hat 301 Einwohner (Stand: 2024). Zur Gemeinde gehören die Ortschaften Artzi, Arrieta, Azparren, Espoz, Gorraiz de Arce, Imizcoz, Lacabe, Lusarreta, Nagore, Osa, Saragüeta, Uli Alto, Urdiróz, Úriz, Usoz, Villanueva de Arce und Arizcuren und den Wüstungen Artozqui, Equiza, Gurpegui, Muniáin de Arce und Zandueta. Der Verwaltungssitz befindet sich in Nagore.

## Lage
Arce/Artzi liegt etwa 23 Kilometer östlich von Pamplona in einer Höhe von ca. 590 m.